# رايموند س. كيلي
رايموند س. كيلي (بالإنجليزية: Raymond C. Kelly)‏ هو عالم إنسان أمريكي، ولد في 16 فبراير 1942 في بريدجبورت في الولايات المتحدة.